# Филиппа Ланкастерская
Филиппа Ланкастерская (англ. Philippa of Lancaster; 31 марта 1359, замок Лестер, королевство Англия — 19 июля 1415, Сакавен, Португалия) — королева Португалии с 1387 года, жена короля Португалии Жуана I, старшая дочь Джона Гонта, 1-го герцога Ланкастера и Бланки Ланкастерской, дочери Генри Гросмонта.

## Биография

### Ранние годы и образование
Филиппа провела большую часть детства в многочисленных дворцах и замках её отца, таких как Савойский дворец в Лондоне. Здесь она получила воспитание и образование, также как и её младшие брат и сестра, Елизавета, которая была на три года моложе, и Генрих, который был на шесть лет моложе Филиппы. Впоследствии он стал королём.
Мать Филиппы Бланка умерла от чумы в 1369 году. Джон Гонт женился в 1371 году на инфанте Констанции Кастильской, дочери короля Кастилии Педро I, а потом женился на своей бывшей любовнице, Екатерине Суинфорд, которая была гувернанткой Филиппы. Этот брак считался скандальным, и в будущем Филиппе пришлось защитить себя от такого затруднения.
Вероятно, Екатерина Суинфорд очень любила Филиппу и её братьев и сестёр и сыграла важную роль в образовании Филиппы. Екатерина имела тесные связи с Джефри Чосером (её сестра Филиппа Руэт была его женой). Джон Гонт стал покровителем Чосера, и последний провёл много времени с семьёй Джона и был одним из наставников и учителей Филиппы. Она была удивительно хорошо образованной для женщины того времени; науку ей преподавал брат Жан, поэзию — Жан Фруассар, философию и теологию — Джон Уиклиф. Она умела хорошо читать на латыни и греческом труды учёных, таких, как Плиний и Геродот, и усердно занималась исследованием религии.

### Брак
Филиппа стала королевой Португалии через её брак с королём Жуаном I, скрепив тем самым легендарный альянс Англии и Португалии, который продлился до XX века.
Супружеская пара получила благословение церкви в кафедральном соборе Порту 2 февраля 1387 года. Их семейная жизнь официально началась 14 февраля. Португальский двор отмечал свадьбу в течение 15 дней. Филиппа вышла замуж за короля Жуана I заочно, и в соответствии с уникальной португальской традицией, заменителем короля Жуана был Жуан Родригес де Са.
Этот брак имел политические цели. Филиппа считалась некрасивой, поэтому казалось неправдоподобным, что король выбрал её по внешней привлекательности. Король Жуан специально выбрал Филиппу, дочь Джона Гонта, потому что ходили слухи, что Джон Гонт хотел подчинить себе королевство Кастилия через свою младшую дочь от Констанции Кастильской, Екатерину Ланкастерскую. В качестве де-факто короля Кастилии, Джон Гонт мог оспорить претензии короля Жуана на Португальское королевство. Филиппа, в возрасте 27 лет, считалась уже не слишком юной, чтобы быть в первый раз невестой, поэтому была поставлена под сомнение её способность иметь детей от короля. Эти опасения стали вскоре неактуальны, так как Филиппа родила девять детей, шесть из которых дожили до зрелого возраста.
Король имел трёх внебрачных детей от своей давней любовницы Инес Перес Эстевес, в том числе сына Афонсу, которому было 10 лет, когда состоялся брак Филиппы и Жуана. Филиппа позволила Афонсу и его сестре Беатрис быть принятыми при португальском дворе. Их мать покинула двор по приказу Филиппы, и была отправлена в монастырь, где потом, благодаря Филиппе, стала настоятельницей.

### Влияние при дворе
Хотя Филиппу называли идеальным символом царственного благочестия, общественность не считала правильным для жены вмешиваться в дела своего мужа, и на самом деле Филиппа обладала достаточно большим влиянием как в Португалии, так и в Англии и активно участвовала в мировых делах.
Сохранившиеся письма показывают, что Филиппа часто писала в Англию из Португалии и, таким образом, принимала участие в английской политике. Например, Филиппа оказала поддержку последователям свергнутого Ричарда II, когда они обратились к ней за помощью её брату Генриху IV, узурпировавшему английский трон. В другой раз она уговорила Томаса Фицалана, 12-го графа Арундела жениться на незаконнорождённой дочери её мужа Беатрис, для дальнейшего укрепления союза между Португалией и Англией.
Основной политический вклад Филиппа внесла в собственный двор. По окончании португальского участия в нескольких войнах с Кастилией и маврами экономика Португалии резко упала, а многие люди, которые нашли работу во время войны, стали внезапно безработными. Филиппа знала, что завоевание и контроль над Сеутой были бы весьма выгодными для Португалии: она бы обрела контроль над африканской и индийской дорогой специй. Хотя Филиппа умерла ещё до того, как её план был реализован, Португалия отправила экспедицию на Сеуту и захватила город 14 августа 1415 года в битве при Сеуте.

### Смерть
В возрасте 53 лет, как и её мать, Филиппа заболела чумой. Она переехала из Лиссабона в Сакавен и призвала своих сыновей к своей постели, чтобы она могла дать им своё благословение. Филиппа подарила своим трём сыновьям мечи, в которые были вставлены жемчужины, которыми они в дальнейшем пользовались, и дала каждому часть Животворящего Креста, предписывая им сохранить свою веру и исполнять их обязанности.
Хотя Жуан и не хотел жениться на ней, король впоследствии очень полюбил жену, и он сказал, что он так огорчён её смертельной болезнью, что он не мог ни есть, ни спать.
В последний час Филиппа была спокойной и не испытывала боли. Говорилось, что её разбудил ветер, который сильно дул от дома, и она спросила, что это был за ветер. Она была рада услышать, что это был северный ветер и думала, что это было бы весьма полезным для её сына и мужа, которые плыли в Африку, что она организовала. Конец Филиппы был как и её благочестивый, гармоничный и мирный характер жизни: она молилась с несколькими священниками и скончалась без страданий с улыбкой на лице.

## Итоги
Филиппа и Жуан установили порядок в государстве, которое было особенно коррумпированным. Филиппа стала матерью «прославленного поколения» (порт. Ínclita Geração). Её дети внесли значимый вклад в историю Португалии. Её сын Дуарте I стал одиннадцатым королём Португалии, и был известен как «Философ», или «Красноречивый». Другой сын, Генрих Мореплаватель, отправлял экспедиции в Африку.
Влияние Филиппы было описано в литературных произведениях. Средневековый французский поэт, Эсташ Дешан, посвятил ей одну из своих баллад «Филиппа Ланкастерская». Кроме того, было предположение, что Джефри Чосер, возможно, сослался на Филиппу в своём стихотворении «Легенда о хороших женщинах».

## Семья

### Брак и дети
Муж с 11 февраля 1387 года: Жуан I (11 апреля 1357 — 14 августа 1433), король Португалии. Дети:
- Бланка (13 июля 1388 — март 1389)
- Афонсу (30 июля 1390 — 22 декабря 1400)
- Дуарте I (31 октября 1391 — 9 сентября 1438), король Португалии в 1433—1438 годах;
- Педро (9 декабря 1392 — 20 мая 1449), герцог Коимбра;
- Энрике (4 марта 1394 — 13 ноября 1460), герцог Визеу, мореплаватель;
- Изабелла (1397—1471), супруга герцога Бургундии Филиппа III;
- Бранка (родилась и умерла в 1398);
- Жуан (13 января 1400—18 октября 1442);
- Фернандо (29 сентября 1402—5 июня 1443), магистр ордена Ависа.